# Скарамучча

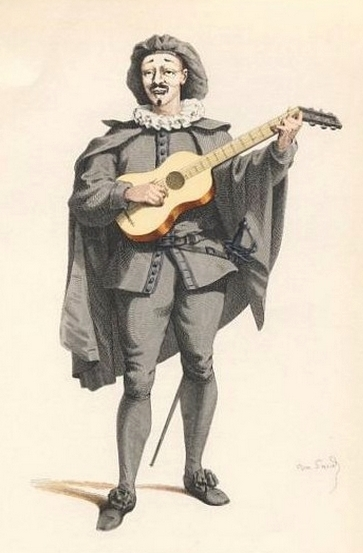
Скарамучча. Рисунок Мориса Санда, 1860 год

Скараму́чча, Скарамуш (итал. Scaramuccia — «маленький забияка») — персонаж-маска итальянской комедии дель арте, южный вариант маски Капитана. Представляет южный (или неаполитанский) квартет масок, наряду с Тартальей, Ковьелло и Пульчинеллой. Во Франции этого персонажа зовут Скарамуш (фр. Scaramouche).
Маска Скарамуччи отчасти повторяла северную маску Капитана, но несла в себе меньше политической сатиры. Это уже был не испанский захватчик, а простой тип хвастливого вояки, близкий по духу некоторым персонажам Плавта. Он хвастлив, любит браниться, но как только дело доходит до драки, он трусливо сбегает или, если не успеет сбежать, неизменно будет битым.
Из маски Скарамуччи также родились персонажи Пасвариелло (слуга, пьяница и обжора), Пасквино (хитрый и лживый слуга) и, во Франции, Криспен (плутоватый слуга).
В период с 1661 года Мольер делил сцену в Пале-Рояль с труппой Итальянской комедии, где в роли Скарамуччи выступал актёр Тиберио Фьорилли. Фьорилли лишил маску всех военных атрибутов и даже не носил шпагу (и именно такой образ Скарамуччи сохранился до наших дней), но он отличался неистощимой выдумкой, хорошо владел актёрской техникой, его игра изобиловала техническими трюками, и Мольер многому у него научился.
Итальянский драматург Карло Гольдони, выступая в труппе «Фидели», играл маску Скарамуччи.
Скарамуш также фигурирует как герой двух романов Рафаэля Сабатини (именно как персонаж бродячего театра), одноимённой сюиты Дариюса Мийо и песни британской рок-группы Queen «Богемская рапсодия».

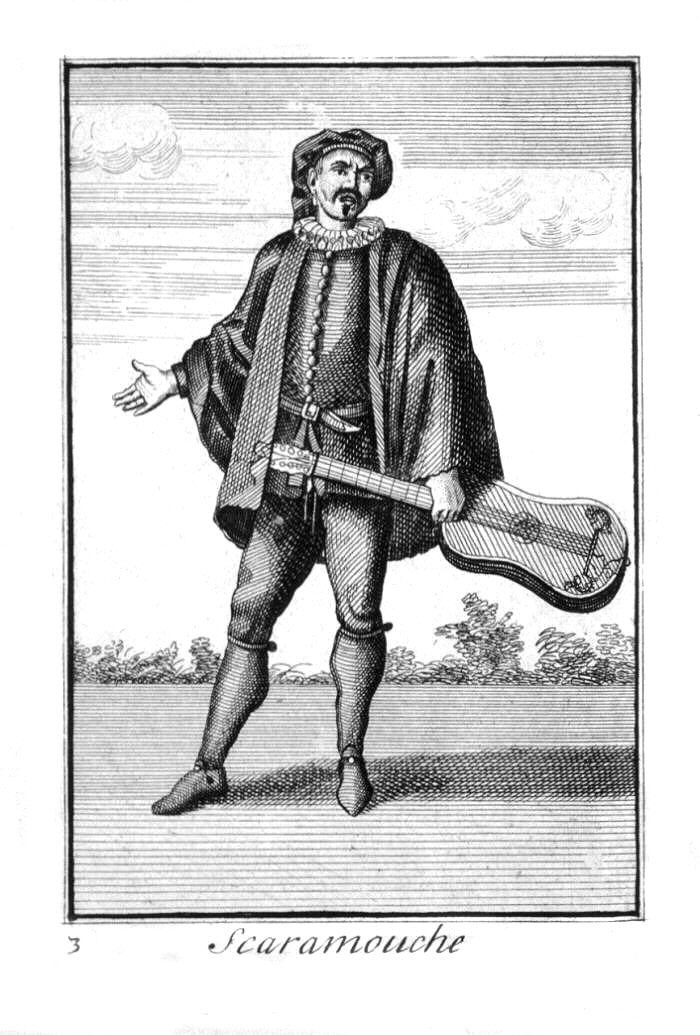
Тиберио Фьорилли в роли Скарамуша. Гравюра XVII века
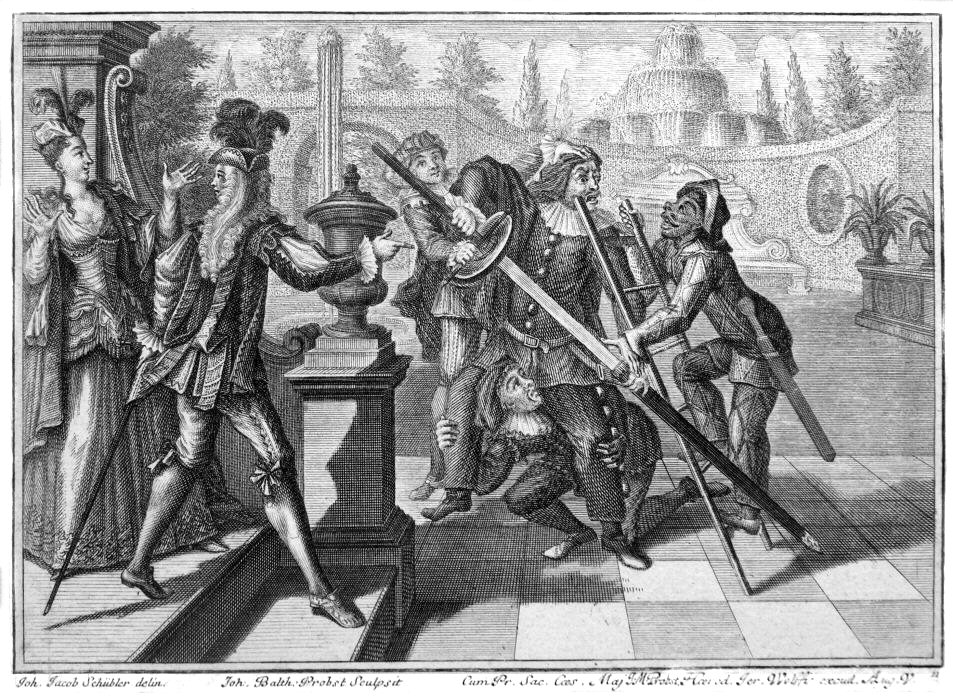
Сцена из спектакля Итальянской комедии. Гравюра XVII века
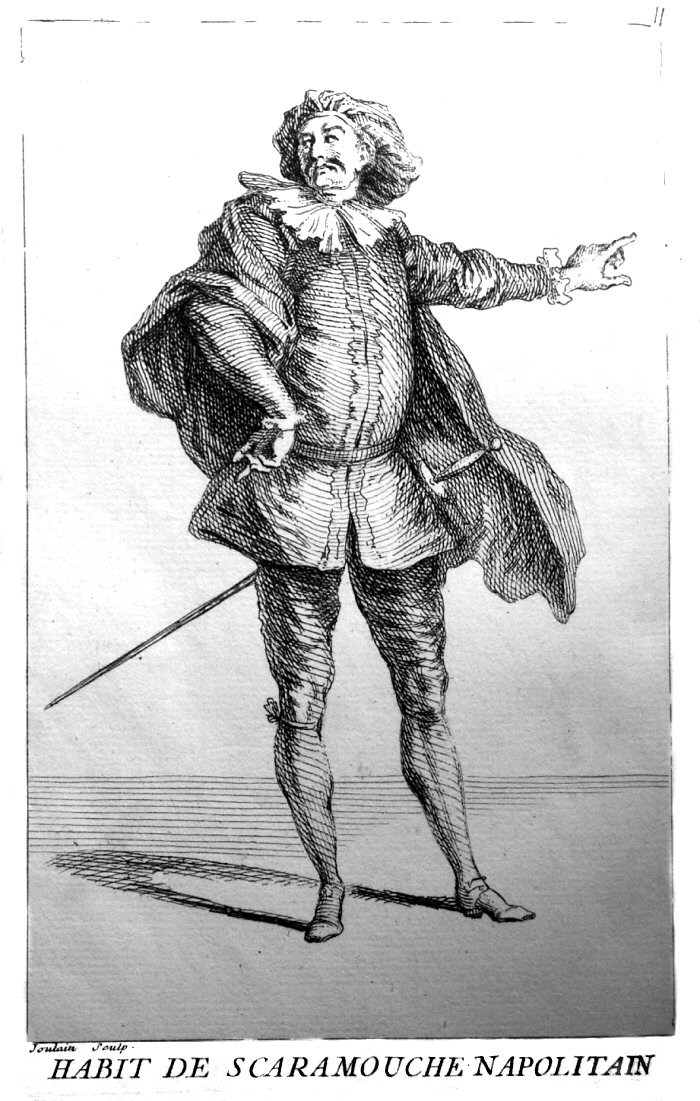
Неаполитанский Скарамучча. Французская гравюра XVIII века
Скарамучча